# 大杉栄遺骨奪取事件
大杉栄遺骨奪取事件(おおすぎさかえいこつだっしゅじけん)は、1923年12月16日、東京谷中斎場にて甘粕事件の被害者3名の告別式が行われる前、無政府主義運動の労働運動社の通夜会場に右翼団体大化会の下鳥繁造らが押しかけて、焼香を装って遺骨を奪い去った事件である。大杉栄遺骨強奪事件とも言う。

## 事件のあらまし

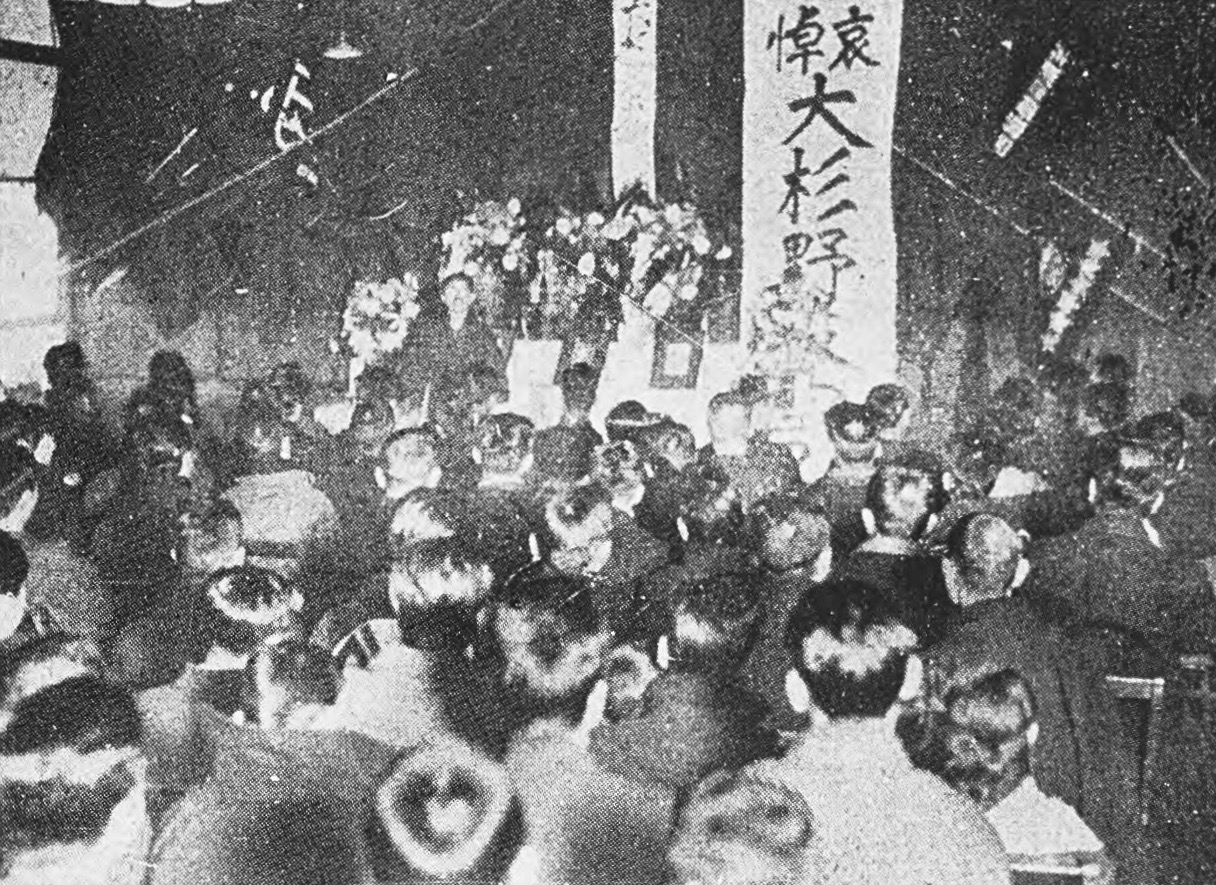
1923年12月16日、東京谷中斎場にて、大杉栄、伊藤野枝、橘宗一の社会葬が行われた。

1923年9月16日に甘粕正彦らによって殺害された大杉栄と伊藤野枝、橘宗一の遺体は、9月25日、陸軍衛戍病院（現国立国際医療研究センター）で検視された後、大杉の弟である勇と進、伊藤の叔父で育ての親でもあった代準介、友人の安成二郎、山崎今朝弥、服部浜次、村木源次郎の7名で身元確認がなされた。腐敗が進行していたため、先に火葬することになった。9月27日、落合火葬場で荼毘に付されて、大杉と伊藤の4人の遺児を含む遺族、友人らが骨を拾った。10月2日、遺児らが分骨された遺骨を伊藤の郷里（福岡県）に持って帰った。
虐殺からちょうど3カ月後となるこの日（12月16日）、3名の告別式が社会葬の形式で東京で行われることになっていた。前夜から本郷駒込片町の労働運動社で通夜が行われていた。
一方、大化会会長岩田富美夫によると、その3日前、牛込加賀町の大化会本部に憲兵隊の某氏が訪れ、｢甘粕がせっかく殺った大杉栄の告別式が、こともあろうに警視庁の許可を得て公然と谷中斎場で行われるという。これじゃ、憲兵隊の面子丸つぶれだ」から潰してほしいとの依頼があったのだという。それが事実かは不明だが、ともかくそれを受けて岩田らは告別式に乗り込んで滅茶苦茶にするつもりでいた。しかし会場の谷中斎場には警察が大量に動員されていて物々しく警備されていたので、殴り込みは断念した。代わりに遺骨を奪えば葬儀は潰れるだろうということで、通夜会場を狙うことになった。
早朝、2台の自動車で労働運動社に乗り付けた大化会の一行は、黒紋付き羽織袴を着た下鳥繁造が労働者風の2人を連れて中に入った。応対した岩佐作太郎に「福岡県飯塚炭鉱　下鳥繁造」という名刺をさし出して、大杉先生を尊敬していた、焼香がしたいと言って奥畳に上り込む。通夜の客がいる横で、下鳥は位牌に黙礼をした後で、さっと白布で一つに包まれていた3つの骨壺を抱えて立ち上がり、ピストルを取り出すと「この骨はオレがもらったぞ」とドスの利いた声で言った。下鳥はピストルを構えて玄関に立ち塞がり、驚いて飛び出してきた近藤憲二、古田大次郎、和田久太郎、村木を威嚇しつつ、包みを仲間の2名に渡した。渡された2名は車で待つ寺田稲次郎のもとに走っていった。「寄ると撃つぞ」、「いや、空砲だ」と押し問答があって、下鳥は発砲して1発が近藤の耳をかすり板塀にあたった。さらに2発威嚇射撃をして弾は大杉栄の遺影にも当たった。実弾に驚いて人々が道を開けると、下鳥はすかさず逃走した。しかし通夜客らアナキストは怒って追いかけ、半町ほどで追いついた。約30名に包囲された下鳥は酒に酔っていたとも言われ、ピストルを取り上げられてかなり殴られるが、異変を聞きつけた私服警官が身柄を確保した。下鳥は逮捕されて駒込警察署に渡された。その頃、寺田は車を急発進させて現場を脱出。遺骨はさらに岩田に渡された。寺田は後に岐阜駅で逮捕された。
遺骨は奪われたが、もともと無宗教でやる予定であったので、告別式は続行されることになった。遺骨の代わりに3人の遺影を先頭に隊列を組んで、労働運動社から谷中斎場に出発。大杉を悼むために集まった参列者は約700名で､葬儀は盛大に行われたが、「無政府主義万歳」の大合唱が始まると警察が介入して中止解散を命じて幕切れとなった。他方、大阪と岡山でも同じ日にアナキストや社会主義者が集う追悼集会が催されることになっていて、事前に警察の許可も取り付け、たくさんの特高や制服警察官がいる中で行われた。大阪天王寺区善福寺での追悼集会は200名以上が参列した。しかし黒色戦線社の久保譲の弔辞の文言が過激だということで警察の妨害が入り、こちらも途中で中止となった。
警察が警備するなかで遺骨を堂々と盗まれたことは、たとえアナキストのものであったとしても、警察の面子を潰した。事前に噂もあり、下鳥の逮捕で事件の大化会の関与は明らかであったので、本部の捜索が行われたが、遺骨は見つからなかった。内務省警保局長の岡田忠彦は、猶存社の北一輝を呼び、北に彼の高弟である岩田を説得して遺骨を返還させるように口利きを依頼した。
12月25日、岩田富美夫は警視庁に出頭して遣骨を湯浅倉平警視総監に返還した。しかし岩田は主犯と見なされず、犯行現場にもいなかったので、不起訴になった。2日後に遺族が警視庁を訪れるが、この12月27日に虎の門事件が起きてそれどころではなかったので、遺骨返還は先送りになり、虎の門の事件によって湯浅総監もほどなく罷免されたので、さらに順延になった。一方、下鳥は主犯として起訴され、年を越した1924年1月に懲役6力月を求刑された。

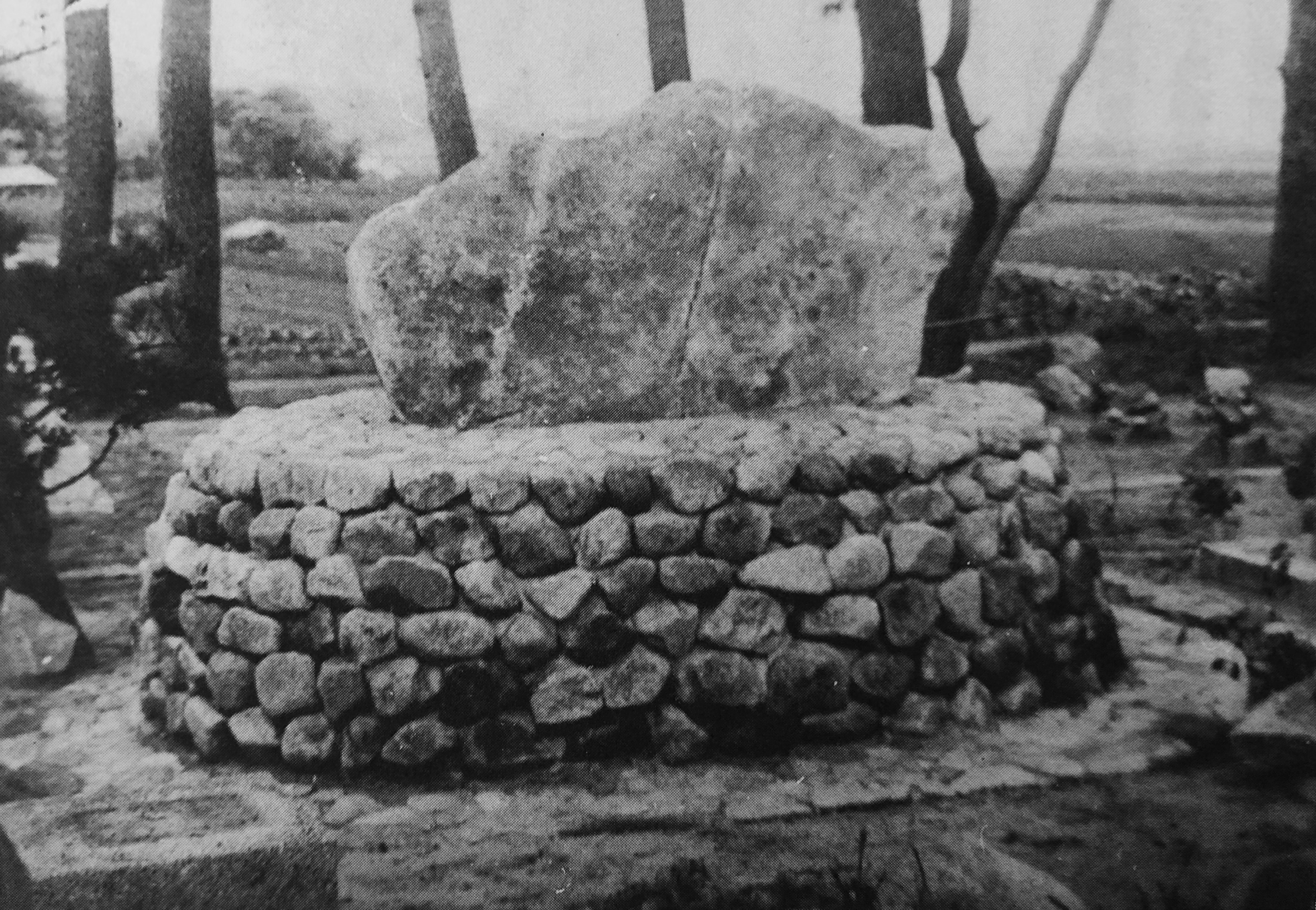
1924年8月に伊藤野枝の叔父の代準介が福岡県今宿村（現・福岡市西区）の浜辺付近に建てた伊藤と大杉の墓。ただし現存しない。

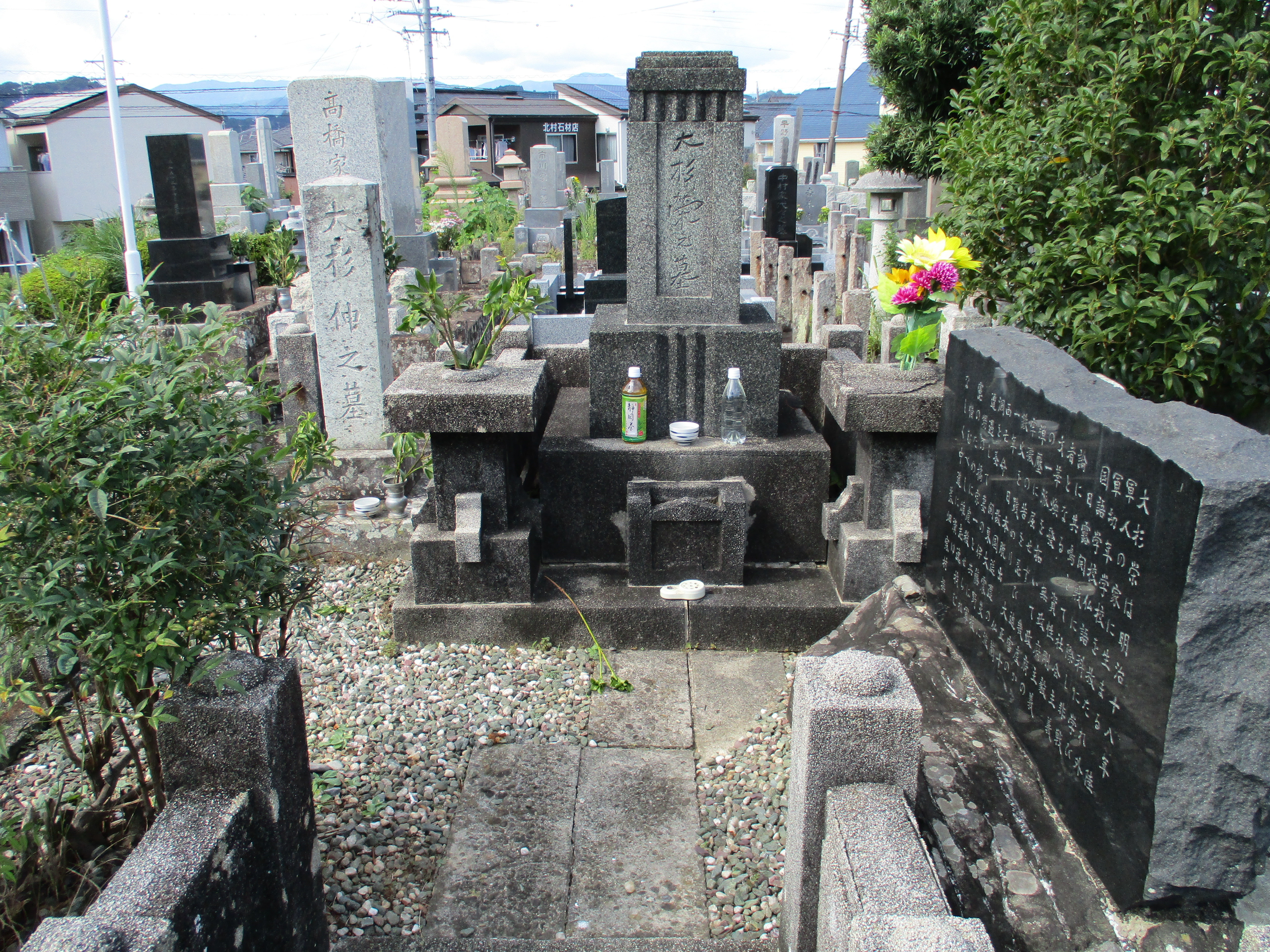
静岡市葵区沓谷一丁目の市営沓谷霊園にある墓（2019年9月撮影）

1924年5月17日、大杉勇がようやく3人の遺骨を警視庁より受け取った。（分骨されたものを除く）遺骨は、5月25日、大杉栄の妹・柴田菊が当時住んでいた静岡市葵区の市営沓谷霊園に葬られ、現在もそこに墓がある。
ところで、下鳥は大化会の客分の扱いであったというが、出所後、岩田は報酬として3万円もらっていながら下鳥にはたった7千円しかやらなかったことがわかって、二人は大ゲンカになったという。下鳥は大化会を脱会し、刑務所を出たり入ったりで後に（これとは別件で）自殺するのだが、和田久太郎は9月2日の福田大将狙撃事件で逮捕された後、刑務所で思いがけず下鳥繁造と再会することになった。